# Arnica (singolo)
Arnica è un singolo del cantautore italiano Gio Evan, pubblicato il 4 marzo 2021 come primo estratto dal terzo album in studio Mareducato.

## Descrizione
Il brano è stato eseguito per la prima volta durante la seconda serata del Festival di Sanremo 2021, dove si è classificato al 23º posto.

## Video musicale
Il videoclip del brano, diretto da Fabrizio Conte, è stato pubblicato contestualmente all'uscita del singolo sul canale YouTube del cantautore, e vede la partecipazione di Nancy Brilli, Alessandro Haber, Ludovica Nasti e Fabio Troiano.

## Tracce
1. Arnica – 3:04

## Classifiche
| Classifica (2021) | Posizione massima |
| ----------------- | ----------------- |
| Italia            | 28                |